# Développeur logiciel
Dans le champ de l'informatique, on nomme développeurs les personnes qui conçoivent et mettent à jour les logiciels informatiques. Ce sont des professionnels salariés ou indépendants travaillant pour des entreprises informatiques ou des commanditaires particuliers, ou des bénévoles œuvrant le domaine du logiciel libre. Les développeurs travaillent souvent en communautés de développeurs.

## Informations règlementaires sur la certification
Le titre professionnel Développeur Logiciel (code titre : 01280) est une certification de niveau III (équivalent professionnel Bac + 2) du Ministère chargé de l'Emploi (France). Ce titre peut être présenté à l'issue d'une formation de l'AFPA ou de tout autre organisme agréé par le Ministère chargé de l'Emploi. Il est également possible d'y accéder directement par la voie de la VAE.
Ce titre a été modernisé par l'arrêté de révision paru au Journal Officiel en date du 23 octobre 2007, avec prise d'effet au 1er août 2008.
Le titre est lié à la fiche ROME M1805, d'Informaticien/Informaticienne d’Étude. C'est ce code ROME qu'il faut indiquer lors d'une recherche des offres d'emploi relatives au titre DL sur le site de Pôle emploi.
Voici les activités et les compétences à mettre en œuvre dans l'emploi correspondant à ce titre, et qui font l'objet de la formation et de la certification DL :
- Développer des composants d'interface (Maquetter l'application ; Programmer des formulaires et des états ; Programmer des pages Web ; Manipuler les données avec le langage de requête  SQL ; Développer les composants d'accès aux données ; Installer les composants ; Assister les utilisateurs ; Organiser son temps ; Communiquer dans un contexte professionnel ; Utiliser l'anglais dans son activité professionnelle en informatique ; Actualiser ses compétences techniques).

- Développer la persistance des données (Modéliser les données ; Mettre en place la base de données ; Manipuler les données avec le langage de requête  SQL ; Programmer dans le langage du S.G.B.D. : triggers et procédures stockées ; Organiser son temps ; Communiquer dans un contexte professionnel ; Utiliser l'anglais dans son activité professionnelle en informatique ; Actualiser ses compétences techniques).

Ces 2 activités correspondent à 2 CCP (Certificats de compétences professionnelles) dont les codes sont CP-001332 (Développer des composants d'interface) et CP-001333 (Développer la persistance des données)

## évolution professionnelle
Les deux activités de ce titre professionnel sont également présentes dans le titre professionnel CDI - Concepteur Développeur Informatique - niveau II. Les titulaires du titre DL peuvent accéder au titre CDI par l'obtention du Certificat de  Compétence Professionnel correspondant à l'activité supplémentaire.